# Гросвайль
Гросвайль (нім. Großweil) — громада в Німеччині, розташована в землі Баварія. Підпорядковується адміністративному округу Верхня Баварія. Входить до складу району Гарміш-Партенкірхен. Складова частина об'єднання громад Ольштадт.
Площа — 22,04 км2. Населення становить 1543 ос. (станом на 31 грудня 2020).